# Кизомыс

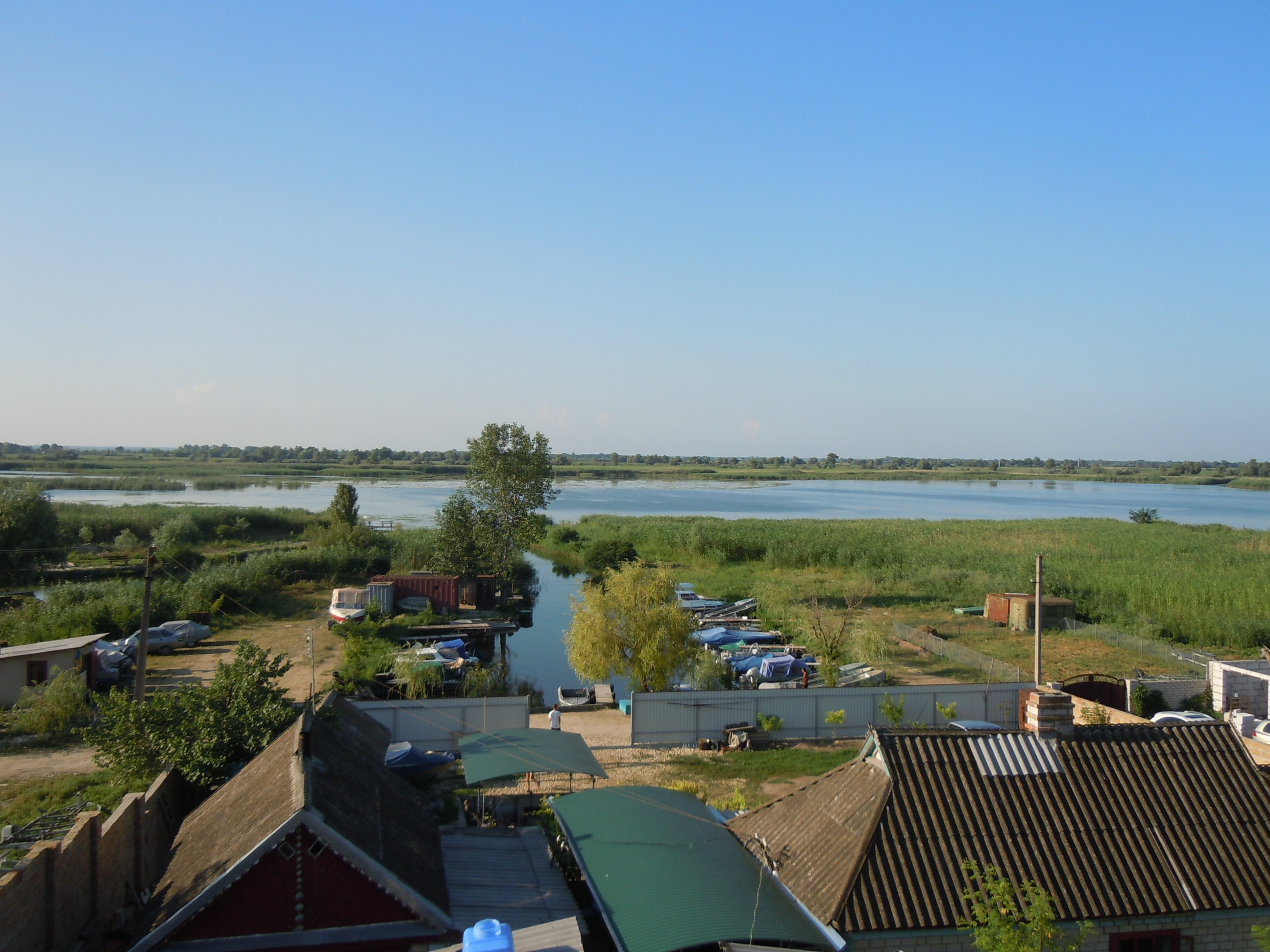
Вид на дельту Днепра от села Кизомыс

Кизомыс (укр. Кізомис) — село в Белозёрской поселковой общине Херсонского района Херсонской области Украины. Расположено на берегу Днепровского лимана и озера Дедово, в 14 км на юго-запад от районного центра и в 21 км от железнодорожной станции Херсон. Пристань на оз. Дедово.
Почтовый индекс — 75005. Телефонный код — 5547. Код КОАТУУ — 6520382501.

## Население
Население по переписи 2001 года составляло 1797 человек.

### Языковой состав
Родной язык населения по данным переписи 2001 года:
| Язык       | Численность, чел. | Доля     |
| ---------- | ----------------- | -------- |
| Украинский | 1 596             | 88,81 %  |
| Русский    | 185               | 10,30 %  |
| Другое     | 16                | 0,89 %   |
| Итого      | 1 797             | 100,00 % |

## Местный совет
75005, Херсонская обл., Белозёрский р-н, с. Кизомыс, ул. Советская, 158